# Gustav Weißkopf

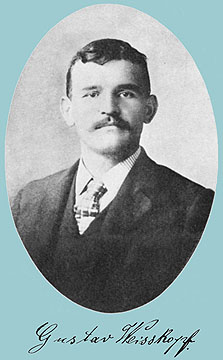
Gustav Weißkopf

Gustav Albin Weißkopf (* 1. Januar 1874 in Leutershausen, Bayern, Deutsches Reich; † 10. Oktober 1927 in Bridgeport (Connecticut), USA) war ein deutscher Pionier des Motorflugs, der in jungen Jahren in die USA auswanderte, wo er sich Gustave Whitehead nannte. Bis heute wird kontrovers diskutiert, ob er den ersten bemannten Motorflug durchgeführt hat.

## Herkunft und Ausbildung
Gustav Weißkopf wurde 1874 als Sohn der Eheleute Karl Ernst Weißkopf (1848–1887) und Maria Sibilla geb. Wittmann (1849–1886) in Leutershausen geboren. Seine Eltern hatten sechs Monate vor seiner Geburt am 13. Juli 1873 in Weißenkirchberg geheiratet. Das erste Kind der Eheleute war die 1871 vorehelich in Colmberg geborene Schwester Eva Babetta. Sein Vater, als Bauaufseher und Zimmermann bei der Eisenbahn tätig, stammte aus Brunst (Leutershausen), seine Mutter aus Colmberg. In Neuhaus an der Pegnitz kam 1875 der zweite Sohn Johann Kaspar und 1877 Sohn Nikolaus zur Welt. Am 4. April 1878 wurde in Neckarelz das fünfte Kind der Eheleute geboren, Johann Weißkopf. Ein Jahr später, ebenfalls in Neckarelz, am 2. Dezember 1879 folgte als sechstes Kind die Tochter Maria († 25. April 1880). In Höchst am Main wurde am 28. Mai 1884 das letzte Kind, die Tochter Marie Katharine, geboren. Die Mutter Maria Sibilla starb am 12. Oktober 1886 mit nur 37 ½ Jahren in Höchst am Main. Der Vater Karl Ernst Weißkopf starb viereinhalb Monate später am 26. Februar 1887 in Fürth mit 39 Jahren. Die Geschwister wurden getrennt, Gustav kam zu den Großeltern nach Ansbach.
Gustav Weißkopf begann 1887 zunächst eine Lehre als Buchbinder, brach sie jedoch ab und wurde stattdessen zu einem Schlosser in die Lehre geschickt. Auch diese Lehre brach er im ersten Lehrjahr ab, diesmal, weil er sich 1889 unerlaubt aus Ansbach entfernt hatte. Von Juni bis August 1889 arbeitete er als Tagelöhner in Höchst am Main.

## Auswanderung
Über seinen weiteren Lebenslauf ist wenig bekannt, bis er acht Jahre später in den USA wieder nachweisbar wurde. Vermutlich wanderte er nach Porto Alegre in Brasilien aus. Nachdem er sich kurze Zeit im damals noch völlig unerschlossenen Landesinneren versucht hatte, kam er nach Rio de Janeiro. Vermutlich um das Jahr 1895 wanderte er auf unbekannte Art in die USA ein. Gustav Weißkopf hat nie seine deutsche Staatsangehörigkeit abgelegt oder eine andere Staatsangehörigkeit beantragt oder angenommen. In den USA schrieb er seinen Namen an die englische Sprache angepasst „Gustave Whitehead“. Nach seinen Angaben arbeitete er vor seiner Immigration in die USA zeitweise als Besatzungsmitglied auf Segelschiffen. In Brasilien baute und flog er nach seinen Angaben Segelflugzeuge. Er sagte, er habe in Chile den Flug der Kondore beobachtet und am Kap Horn den der Albatrosse. Jeweils einen dieser Vögel habe er gefangen, um ihre Spannweite und deren Verhältnis zum Gewicht zu untersuchen. Nach seinen Angaben kehrte er noch einmal nach Deutschland zurück, um dort Otto Lilienthal zu treffen und dessen Mitarbeiter und Schüler zu werden.

## Anstellung bei derBoston Aeronautical Society
Weißkopfs Lebensweg lässt sich erstmals wieder 1897 belegen. Die Boston Aeronautical Society hatte sich in den zwei vorangegangenen Jahren bemüht, den zu dieser Zeit weltberühmten Lilienthal nach Boston zu bringen, wo er Vorträge und praktischen Flugunterricht halten sollte. Nach Lilienthals Tod im August 1896 beschloss die Boston Aeronautical Society stattdessen, einen Lilienthal-Gleiter nachbauen zu lassen. Für diese Aufgabe wurde Gustav Weißkopf wohl wegen seiner angeblichen Erfahrungen im Bau und Flug von Gleitflugzeugen in Brasilien und seiner angeblichen Mitarbeit bei Otto Lilienthal eingestellt. Gustav Weißkopf baute im Dienst der Aeronautical Society zwei Fluggeräte, die beide fluguntauglich waren. Daraufhin wurde er von der Aeronautical Society entlassen und verließ Boston. Er ging nach New York, wo er Arbeit in einer Fabrik für Sport- und Spielzeugartikel fand.

## Familie
Am 24. November 1897 heiratete Weißkopf in Buffalo im Staat New York die gleichaltrige Louise (Lujca) Tulpa (bzw. Tuba, * 24. Juli 1875 in Csót (Ungarn)). Auf dem Trauschein gibt er als Beruf Aeronaut an. Louise sprach Deutsch. Mit ihr hatte er drei Töchter und einen Sohn: Rose Whitehead wurde am 21. Oktober 1898 in New York geboren, ihr Bruder Charles kam 1901, Lilian 1906 und Cornelia 1908 zur Welt.

## Entwicklung und Bau von Flugmaschinen
Über Baltimore und Johnstown im US-Bundesstaat Pennsylvania zog Weißkopf mit seiner Familie 1899 nach Pittsburgh, wo er Arbeit in einem Kohlebergwerk fand. Hier freundete er sich mit seinem Arbeitskollegen Louis Darvarich an, der ihm beim Flugzeugbau zur Hand ging. Darvarich gab in einer eidesstattlichen Erklärung vom 19. Juli 1934 an, dass er mit Weißkopf geflogen sei:

„Es war entweder im April oder im Mai 1899, als ich zugegen war und mit Mr. Whitehead (Weißkopf) flog, dem es gelang, seine von einem Dampfmotor angetriebene Maschine vom Boden abzuheben. Der Flug in etwa 8 m Höhe erstreckte sich etwa über eine Meile. Er fand in Pittsburgh statt, und zwar mit Mr. Whiteheads Eindecker. Dabei gelang es uns nicht, ein dreistöckiges Gebäude zu umfliegen, und als die Maschine abstürzte, trug ich von dem Dampf schwere Verbrennungen davon, denn ich hatte den Kessel beheizt. Deswegen musste ich einige Wochen im Krankenhaus verbringen. Ich erinnere mich genau an den Flug. Mr. Whitehead war unverletzt, denn er hatte im Vorderteil der Maschine gesessen und sie von dort gelenkt.“

Eine New Yorker Zeitung brachte 1901 ein Interview mit Weißkopf, in dem er diesen Flug erwähnte.

### Entwicklung und Bau der Nr. 21

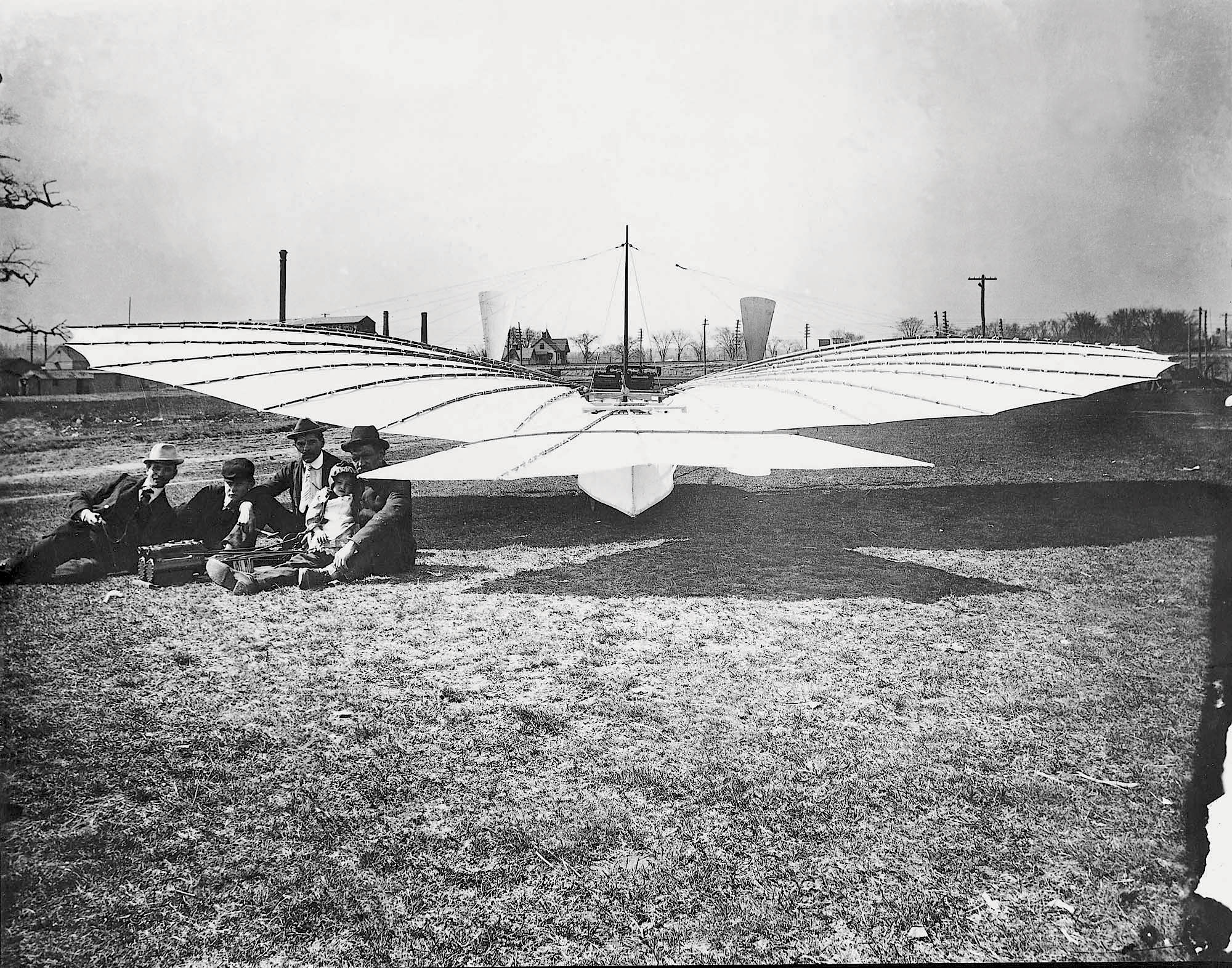
Gustav Weißkopf (rechts) mit Tochter Rose 1901 neben seinem Flugzeug Nr. 21

1900 ließ sich Gustav Weißkopf in Bridgeport, Connecticut nieder und arbeitete als Nachtwächter bei der Firma Willmot & Hobbs, wodurch er genug Zeit hatte, tagsüber seinem Interesse, der Entwicklung und dem Bau von Flugmaschinen mit selbstkonstruierten Motoren, nachzugehen. Er konnte den flugbegeisterten Stanley Y. Beach und dessen Vater, den Herausgeber des Scientific American, Frederick C. Beach, überzeugen, sein Engagement finanziell zu unterstützen. Helfer rekrutierte er aus der Nachbarschaft.
Im Minneapolis Journal vom 26. Juli 1901 berichtete Weißkopf von einer ersten Fahrt in einer von ihm gebauten unbemannten Maschine am 3. Mai 1901, dem Ausklappen ihrer Tragflächen aus Bambusrohr und Baumwolle, dem Anwerfen ihres zwei Propeller antreibenden zweiten Motors, und zwei anschließenden Flügen mit 220 Pfund Ballast statt Besatzung, letztlich über 12 m hoch und eine halbe Meile weit.
Tragfläche und Höhenleitwerk der Konstruktion Nr. 21 entsprachen in der Form den von Lilienthal verwendeten. Zusätzlich besaß Nr. 21 eine Art Bootsrumpf, bestückt mit einem selbstgebauten 10-PS-Motor für das Fahrwerk und einem 20-PS-Motor für die beiden Propeller. Die Schwanzflosse war als Höhenruder nach oben und unten schwenkbar. Das Flugzeug besaß kein Seitenruder und keine Querruder. Zur Drehung um die Gierachse war möglicherweise vorgesehen, die beiden Propeller mit unterschiedlicher Geschwindigkeit zu betreiben.

### Bemannter Motorflug
Am 18. August 1901 berichtet der sonntags erscheinende Bridgeport Herald über einen unbemannten Flug mit 220 Pfund Ballast und einen anschließenden ersten bemannten Motorflug Weißkopfs mit sanfter Landung nach einer halben Meile am Mittwoch, dem 14. August 1901. Mit eingeklappten Flügeln auf ihren 30 cm hohen Scheibenrädern aus Holz auf der Straße fahrend, wird der Maschine eine Geschwindigkeit von ca. 45 km/h bescheinigt. Als vor Ort bei Fairfield anwesende Augenzeugen nennt der nicht namentlich genannte Autor neben sich selbst und dem Piloten Weißkopf dessen zwei Gehilfen James Dickie und Andrew Celli. In der ZDF-Produktion Rätsel um den ersten Motorflug wird der Autor allerdings als Richard Howell benannt. Der Artikel wurde mit einer Zeichnung des fliegenden Flugzeugs und einem Foto illustriert, das nur Weißkopf zeigt. Außer dem Bridgeport Herald berichtete auch die Bridgeport Evening Post am 26. August 1901, und zwar ausdrücklich über einen zweiten erfolgreichen Flug. Zahlreiche weitere Zeitungen übernahmen diese Berichte.
Der Cook County Herald vom 26. Oktober 1901 zitiert Weißkopf mit den Worten, am vorigen Dienstag erstmals geflogen zu sein und sein nächstes Flugzeug mit Tragflächen aus Stahlrohr und Seide statt aus Bambus und Baumwolle bauen zu wollen.

### Gründung einer Flugzeugfabrik
Im Herbst 1901 erhielt Weißkopf von dem New Yorker Unternehmer Herman Linde 10.000 $ Kapital und gründete eine Flugzeugfabrik, in der er insbesondere leichte und starke Flugmotoren fertigen wollte. Die St. Louis Republic zitierte Weißkopf am 18. November 1901 mit den Worten, sein Geldgeber und er könnten in einigen Monaten ein Flugzeug auf den Markt bringen. Im November 1901 waren bereits 15 Mechaniker und zwei Ingenieure in der Flugzeugfabrik beschäftigt. Im Januar 1902 zerbrach die Partnerschaft. Linde übernahm die Flugzeugfabrik und machte 1904 bekannt, dass er ein selbststartfähiges Flugzeug bauen werde. Er wurde später vorübergehend wegen eines „trivialen Zwischenfalls“ in die geschlossene Psychiatrie eingewiesen.
Im Frühjahr 1902 gab Gustav Weißkopf bekannt, er habe am 26. Januar mit einem neuen Flugzeug, das er Nr. 22 getauft hatte, zwei erfolgreiche Flüge über fast zwei Meilen und über sieben Meilen absolviert. In zwei Briefen an die Washingtoner Zeitschrift The American Inventor beschrieb Weißkopf zwei Testflüge über der Wasserfläche des Long Island Sounds, die beide zufriedenstellend verlaufen wären und jeweils mit einer sanften Wasserung endeten. Der zweite, längere Flug soll ein Kreisflug mit Wasserung nahe dem Startplatz gewesen sein. Weißkopf behauptete, seine Männer hätten ihm beim Transport und beim Schlepp des gewasserten Flugzeuges geholfen. Er gab an, er könne durch unterschiedliche Drehzahlen der beiden Propeller, wie beim Flugzeug Nr. 21, eine Kurve steuern. Anders als das Vorgängermodell sei das Flugzeug Nr. 22 mit einem 40-PS-Motor bestückt gewesen, mit dem es im Flug mindestens 110 km/h habe erreichen können. Weißkopf behauptete in seinen Briefen an The American Inventor, er habe wegen schlechten Wetters keine Fotos von Nr. 22 machen können, und sandte stattdessen Fotos von Nr. 21, da sich die beiden Flugzeuge sehr ähnlich wären.
Es ist kein Foto von Nr. 22 bekannt. Über den Verbleib des Flugzeuges ist nichts überliefert. In den zehn Jahren nach diesen angeblichen Flügen über zwei beziehungsweise über sieben Meilen ist es Gustav Weißkopf nie wieder gelungen, diese vermeintliche Leistung zu reproduzieren, obwohl er noch zahlreiche Flugzeuge gebaut und viele erfolglose Startversuche unternommen hat.

### Leichte Flugmotoren

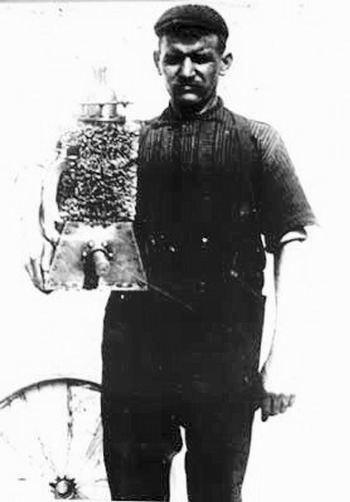
Gustav Weißkopf mit einem seiner Motoren

Auf Anregung und mit Unterstützung von George R. Lawrence baute Weißkopf 1908 einen zuverlässigen leichten 75-PS-Zweitakt-Motor, Grundlage der „Whitehead Motor Works“ in Bridgeport mit Büro in New York City. Angeboten wurden Motoren mit 25, 40 und 75 PS und einem Gewicht von 48, 72 und 100 kg.

### Ende der Versuche
Im Jahr 1910 beendete Stanley Beach die langjährige finanzielle Unterstützung Weißkopfs. Zurückblickend gab er als Grund dafür später an, dass es Weißkopf bis 1910 niemals gelungen sei, ein selbststartfähiges Flugzeug zu bauen („after so many failures and when he had failed to make his aeroplane take off and fly under its own power“).
1911 erhielt Weißkopf von einem Kunden 5000 Dollar, um einen Motor zu konstruieren und zu bauen, der für Versuche mit einer frühen Version eines Hubschraubers eingesetzt werden sollte. Als der Motor die versprochene Leistung nicht erbringen konnte, verklagte der Auftraggeber Weißkopf auf Rückzahlung. Da Weißkopf zahlungsunfähig war, wurde er 1912 gepfändet, was das Ende seiner Selbständigkeit bedeutete.

## Lebensende
Nach dem Verlust seiner Firma arbeitete Weißkopf bis zu seinem Tod als Fabrikarbeiter in Bridgeport.
Etwa 1914 traten die beiden Eheleute mit ihren inzwischen vier Kindern zu den Zeugen Jehovas über.
Weißkopf starb am 10. Oktober 1927 in seinem Haus an einem Herzanfall und wurde am 12. Oktober auf dem Lakeview-Friedhof von Bridgeport in einem Armengrab beigesetzt. Da die Familie kein Geld dafür hatte, blieb das Grab bis 1964 ohne Grabstein.

## Bewertung
Dass Weißkopfs Motorflug von 1901 bis heute umstritten geblieben ist, ist auf das Fehlen eines eindeutigen Fotos der fliegenden Maschine und auf Ungereimtheiten in vorhandenen Quellen zurückzuführen. Weißkopfs langjährige Beschäftigung mit Flugmaschinen und der Bau von funktionstüchtigen Flugmotoren sind evident. 
Allerdings sind die Belege für lange Flüge Weißkopfs erheblich stärker als die für den Erstflug der Brüder Wright vom Dezember 1903 (wobei von vier Flügen drei unter 60 m blieben). Die US-Journalistin Stella Randolph hatte in einem 1937 erschienenen Buch behauptet, Gustav Weißkopf sei schon am 14. August 1901 der erste Motorflug über ca. 800 Meter gelungen. Sie berief sich dabei zunächst auf einen Artikel des renommierten Redakteurs und späteren Herausgebers Richard Howell in der Zeitung Bridgeport Herald vom 18. August 1901, der darin ausführlich beschrieb, den Flug zusammen mit zwei Assistenten Weißkopfs selbst beobachtet zu haben. Randolph veröffentlichte außerdem elf notariell beglaubigte Aussagen von Zeugen, darunter diese beiden Assistenten Weißkopfs, welche angaben, zwischen August 1901 und Dezember 1903 mehrere Motorflüge von Gustav Weißkopf zwischen ca. 800 Metern und 1,5 Meilen beobachtet zu haben. Später kamen weitere sechs Augenzeugenaussagen dazu.
Als Readers' Digest im Jahr 1945 diese Geschichte aufgriff, schickten Freunde ein Telegramm an Orville Wright, in dem sie schrieben, die Geschichte sollte wohl besser torpediert werden ("FEEL THIS SHOULD BE DYNAMITED"), und um entsprechende Informationen baten. Daraufhin veröffentlichte Orville Wright einen Artikel unter der Überschrift "Weißkopfs Flug - ein Mythos", in welchem er Weißkopf u. a. als Träumer und Wahnsinnigen bezeichnete, der sich zweifellos selber einbildete, eine solche Leistung vollbracht zu haben, aber z. B. weder über die Kenntnisse noch über die Ausrüstung zum Bau eines geeigneten Motors verfügt habe. Dem Journalisten Haller unterstellte Wright, er habe glatt gelogen, als er behauptete, den Erstflug selbst miterlebt zu haben - in Wahrheit habe er nur aufgeschrieben, was ihm Weißkopf erzählt habe.
Dank Orvilles großem Renommee, der gerade erst erfolgten Anerkennung durch das Smithsonian Institue und wohl auch dem ausklingenden Zweiten Weltkrieg, zu dem ein deutschstämmiger Luftfahrtheld nicht recht passen wollte, genügte dies, um Randolphs Recherchen zu diskreditieren.
Zur Überprüfung der Plausibilität des geschilderten Fluges von August 1901 wurden Flugversuche mit Nachbauten unternommen:
- Im Jahr 1985 wurde in den USA mit einem Nachbau begonnen, der am 29. Dezember 1986 in mehreren Flügen eine Strecke bis zu 100 m zurücklegte,[25] und
- am 18. Februar 1998 legte ein weiterer Nachbau in Deutschland Flugstrecken bis zu 428 m zurück.[26] Jedoch besaßen die Nachbauten – anders als das Originalflugzeug – separate Motoren für jeden der beiden Propeller. Der deutsche Nachbau war ferner mit Vorrichtungen zur Flügelverwindung ausgerüstet, um ihm wenigstens eine gewisse Lenkfähigkeit zu verleihen.

Für eine Renaissance des Streits um den ersten Motorflug der Welt sorgte der australische Flughistoriker und Pilot John Brown durch seine Veröffentlichungen im Internet und in Buchform. Brown hat in mehrjähriger Forschung viele zeitgenössische Zeitungsberichte zusammengetragen, die seiner Meinung nach belegen, dass Gustav Weißkopf bereits zweieinhalb Jahre vor den Gebrüdern Wright (Erstflug am 17. Dezember 1903) mit einem motorbetriebenen Fluggerät flog. Brown machte u. a. geltend, dass – im Gegensatz zu früheren Mutmaßungen – im Jahr 1901 insgesamt mindestens 274 Zeitungsartikel über Weißkopfs Erstflug verfasst wurden und dass auf Fotos seiner Maschine Nr. 21 klar zu erkennen sei, dass diese eine Steuerung besaß. 
Aus den Äußerungen von Weißkopf kann man schließen, dass er Kurvenflüge mit Hilfe der Propeller ermöglichen wollte. Eine einfache Erklärung der bekannten Fakten wäre, dass es ihm einfach nie gelungen war, eine Steuerung zu entwickeln, die – wie die der Gebrüder Wright – mehr als einen Geradeausflug möglich machte. 
Im Leitartikel des ältesten, jährlich erscheinenden Fachmagazins, Jane’s All the Worlds Aircraft, vertrat dessen Chefredakteur Paul Jackson 2013 den Anspruch Gustav Weißkopfs auf den ersten Motorflug. Das Magazin selbst bezeichnete diesen Standpunkt später zwar als persönlichen Diskussionsbeitrag von Paul Jackson, nichtsdestoweniger wird der einseitige Anspruch der Brüder Wright auf den Erstflug nicht mehr offiziell anerkannt. Der offizielle Standpunkt von Jane’s ist nunmehr, dass es unterschiedliche Schlussfolgerungen aus den historischen Forschungen gibt.
Tom Crouch, Historiker und Senior Curator für Aeronautik im Air and Space Museum der Washingtoner Smithsonian Institution, vertritt nach wie vor die Ansicht, dass es keine überzeugenden Beweise für den Erstflug von Weißkopf gäbe. Damit entspricht Crouchs Standpunkt allerdings auch einem Geheimvertrag, den das Smithsonian 1948 mit der Familie Orville Wrights geschlossen hatte. Darin verpflichtete sich das Museum als Gegenleistung zur Übernahme des Flugmodells der Wright-Brüder, stets den Prioritätsanspruch der Brüder Wright zu vertreten.
Bei einem eigens zur Prioritätsthematik veranstalteten Symposium der Bayerischen Staatsregierung und des Deutschen Museums am 19. Oktober 2016 behielten die Weißkopf-Skeptiker eher die Oberhand. Unter anderem meldete der Strömungsmechaniker Philipp Epple aus physikalisch-technischen Gründen Zweifel an der Flugfähigkeit von Weißkopfs Fluggerät an; andererseits beschäftigte sich wenig später sogar der Bayerische Landtag mit dem Vorwurf einer zuungunsten Weißkopfs unausgewogenen Planung und Moderation der Veranstaltung.

## Ehrungen

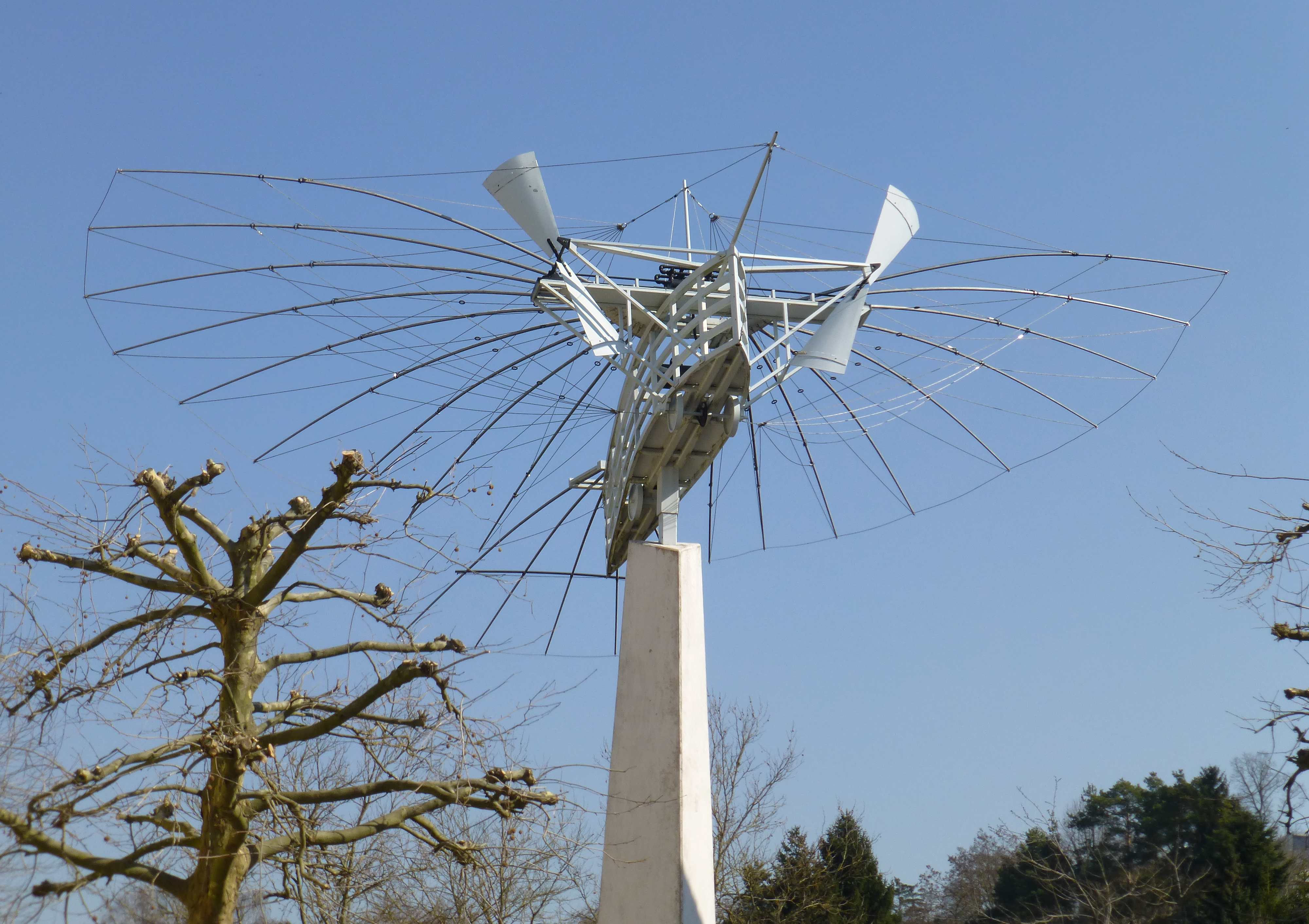
Denkmal in Leutershausen

In Leutershausen gibt es seit 1974 das Deutsche Flugpionier-Museum. Es ist seit 1987 im Alten Landgericht untergebracht, das für die Museumszwecke von 2019 bis 2023 umgebaut wurde. Im September 2023 wurde es unter dem neuen Namen Gustav Weisskopf Museum Pioniere der Lüfte wiedereröffnet.
Das Discovery Museum & Planetarium in Bridgeport zeigte von 1986 bis 2015 in der Dauerausstellung First in Flight ein großes Modell von Weißkopfs Flugzeug Nr. 21.
Im Musical Aeronauticus wird das Leben von Gustav Weißkopf beleuchtet. Aufgeführt wurde das Stück in Cadolzburg, die Premiere war am 20. Juni 2013.
Der US-Bundesstaat Connecticut führte im Juni 2013 einen Gedenktag für Weißkopf ein und schrieb ihm per Gesetz die Priorität für den ersten Motorflug zu. Der Bundesstaat im Nordosten der USA liegt seit Jahren mit North Carolina um den Titel des „First Flight States“ im Clinch. Der Satz „First in Flight“ („Erster in der Luftfahrt“) ist eines der Mottos North Carolinas, der Wright-Flugapparat wird als Erkennungszeichen auf die Autonummernschilder des Staates gedruckt.
Am 1. Januar 2014 ehrte die Flughistorische Forschungsgemeinschaft Gustav Weißkopf den Flugpionier mit einer personalisierten Briefmarke.
Am Flughafen Erfurt-Weimar wurde eine Straße nach Weißkopf benannt.
Am 26. September 2023 wurde ein Asteroid nach ihm benannt: (63498) Whitehead.

## Film
- Pioniere am Himmel. Das Rätsel um den ersten Flug. (Alternativtitel: La conquête du ciel. L’énigme du premier vol motorisé.) Dokumentarfilm mit dokumentarischen Spielszenen, Deutschland, 2016, 52:30 Min., Buch und Regie: Tilman Remme, Produktion: Artemis International, arte, ZDF, Erstsendung: 23. Juli 2016 bei arte (Pioniere am Himmel als Video bei YouTube siehe unter Weblinks)